# Alain LeRoy Locke
Alain LeRoy Locke (Filadelfia, 13 settembre 1885 – New York, 9 giugno 1954) è stato uno scrittore, filosofo, educatore e mecenate statunitense.
È conosciuto per i suoi scritti sull'Harlem Renaissance, movimento di cui viene informalmente considerato il padre. Il suo pensiero è stato un forte stimolo per mantenere energia e passione nell'avanguardia del movimento.

## Biografia
Alain LeRoy Locke era nato in Pennsylvania il 13 settembre 1885, figlio unico di Pliny Ishmael Locke (1850-1892) e Mary Hawkins Locke (1853-1922). La madre, fidanzata con Pliny per sedici anni prima di sposarsi, proveniva da una famiglia di colore libera ed era un'insegnante.
Nel 1902 si diplomò alla Central High School di Filadelfia, secondo nella sua classe. Proseguì i suoi studi in pedagogia nella stessa scuola. Si laureò nel 1907 alla Harvard University in inglese e filosofia.
Locke è stato il primo afroamericano (e il solo fino al 1960) ad ottenere la borsa di studio Rhodes.
Ha fatto parte dell'associazione "Phi Beta Kappa".
A Locke fu negata l'ammissione a diversi college dell'Università di Oxford per il colore della sua pelle prima di essere accettato all'Hertford College, dove studiò letteratura, filosofia, greco e latino tra il 1907 e il 1910.
Nel 1910 frequentò l'università di Berlino dove studiò filosofia. L'anno successivo proseguì gli studi presso il Collège de France di Parigi.
In seguito Locke ottenne un incarico come professore assistente alla Howard University di Washington. Qui collaborò con W. E. B. Du Bois e Carter Woodson nello sviluppo della sua filosofia.
Nel 1916 ritornò a Harvard per conseguire il dottorato di ricerca. Studiò sotto la guida di Ralph Barton Perry (professore ad Harvard e filosofo) a cui sottopose la dissertazione finale il 17 settembre 1917 e conseguì il dottorato di ricerca in filosofia nella primavera del 1918.
Il titolo della dissertazione era: "Il problema della classificazione nella teoria del valore" (The Problem of Classification in the Theory of Value). In essa esamina le cause di opinioni e pregiudizi sociali e come questi non siano oggettivamente veri o falsi e quindi non siano universali.
Ritornò alla Howard University come direttore della facoltà di filosofia, incarico che mantenne fino alla pensione nel 1953.
Alla Howard divenne membro illustre dell'associazione Phi Beta Sigma.
Locke sostenne artisti, scrittori e musicisti afroamericani incoraggiandoli a guardare all'Africa come ad una fonte d'ispirazione per le loro opere, stimolandoli a rappresentare soggetti di quel continente e afroamericani, ad attingere dal loro passato per le loro creazioni. Curò il fascicolo di marzo 1925 del periodico Survey Graphic, numero speciale dedicato a Harlem e alla Harlem Renaissance che contribuì a educare i lettori bianchi su quella fiorente cultura.
Più tardi nello stesso anno ampliò l'argomento in The New Negro, una raccolta di scritti (narrativa, poesia e saggi) di afroamericani, che sarebbe diventato una delle sue opere più note. La sua filosofia del New Negro si basa sul concetto di race-building (letteralmente: costruzione della razza o in senso lato "nozione di razza come costruzione sociale").
La componente più importante è la basilare consapevolezza della potenziale parità dei neri; i neri non devono cambiare se stessi o assecondare irragionevoli richieste dei bianchi. Questa idea si basa sulla fiducia in sé e sulla consapevolezza politica. Sebbene in passato le leggi in materia di uguaglianza siano state ignorate senza conseguenze, l'idea filosofica di Locke illustrata in The New Negro porta a un reale equo trattamento. Poiché questa era solo un'idea e non una vera e propria legge, le sue potenzialità erano in mano alle persone. Se volevano che questa idea prosperasse erano i soli che avevano l'interesse di farla rispettare con le loro azioni e un punto di vista globale.
Si è detto che Locke abbia fortemente influenzato e incoraggiato Zora Neale Hurston.

## Credo religioso
Locke professava la Fede bahá'í e dichiarò di credere in Bahá'u'lláh nel 1918. Era consuetudine scrivere ad `Abdu'l-Bahá per dichiarare la nuova fede e Locke ricevette una lettera, o "tavola" in risposta da `Abdu'l-Bahá.
Dopo la morte di `Abdu'l-Bahá nel 1921 Locke beneficiò di una stretta relazione con il suo successore Shoghi Effendi.
Anche se non sappiamo quanta parte della sua filosofia sia stata influenzata dalla Fede bahá'í; si possono comunque vedere molte analogie e tematiche condivise.
Si dice che Shoghi Effendi abbia detto a Locke: "La gente come lei, il Sig. Gregory, il Dr. John Esslemont e alcune altre care persone sono rare come il diamante".

## Eredità
Nel 2002 lo studioso Molefi Kete Asante inserì Alain LeRoy Locke al 36º posto nella sua lista dei cento più importanti afroamericani.
Scuole intitolate ad Alain Locke:
- Alain Leroy Locke Senior High School a Los Angeles[10]
- Alain Locke Elementary School a Filadelfia[11]
- Alain Locke Charter Academy a Chicago[12]
- Locke Hall alla Howard University (Washington)[13]

## Opere principali
Oltre ai testi elencati, Locke curò la serie dei Bronze Booklet (letteralmente: opuscoli color bronzo), otto piccoli volumi pubblicati dalla Associates in Negro Folk Education negli anni trenta; inoltre recensì opere letterarie scritte da afroamericani in periodici come Opportunity e Phylon (Phylon: Review of Race and Culture, "Clark Atlanta University").
- (EN) Locke Alain LeRoy, Race Contacts and Interracial Relations: Lectures on the Theory and Practice of Race, with an introd. by Jeffrey C. Stewart, Chair of the Black Studies Department, Washington, Howard University Press, 1992  [1916],  p. 114, ISBN 0-88258-137-6.
- (EN) Locke Alain LeRoy, The New Negro, pref. by R. Hayden; collezione: Studies in American Negro life, New York, Atheneum, 1970  [1925],  p. 453.
- (EN) Locke Alain LeRoy, The New Negro: An Interpretation, New York, Arno Press, 1925.
- (EN) Locke Alain LeRoy, Four Negro Poets, New York, Simon and Schuster, 1927.
- (EN) Locke Alain LeRoy, Plays of Negro Life: A Source-book of Native American Drama, New York, Harper and Brothers, 1927.
- (EN) Locke Alain LeRoy, A Decade of Negro Self-Expression, with a foreword by Howard W. Odum, Charlottesville, 1928,  p. 20.
- (EN) Locke Alain LeRoy, The Negro in America, "Reading with a Purpose" series, Chicago, American Library Association, 1933,  p. 64.
- (EN) Locke Alain LeRoy, Negro Art - Past and Present, Washington, Associates in Negro Folk Education, 1936.
- (EN) Locke Alain LeRoy, The Negro and His Music, Washington, Associates in Negro Folk Education, 1936.
  - (EN) Locke Alain LeRoy, The Negro and His Music, New York, Kennikat Press, 1936.
  - (EN) Locke Alain LeRoy, The Negro and His Music, Afro-American culture series (Rist. anast.), New York, Arno press, 1969.
- (EN) Locke Alain LeRoy, The Negro in Art: A Pictorial Record of the Negro Artist and of the Negro Theme in Art, Washington, Associates in Negro Folk Education, 1940.
  - (EN) Locke Alain LeRoy, The Negro in Art: A Pictorial Record of the Negro Artist and of the Negro Theme in Art, New York, Hacker Art Books, 1940.
- (EN) Alain LeRoy Locke, Harlem: Dark Weather-vane, in Survey Graphic, vol. 25, 8 - agosto, 1936,  pp. 457–462, 493-495 (archiviato dall'url originale il 1º marzo 2007).
- (EN) Alain LeRoy Locke, The Negro and the American Stage, in Theatre Arts Monthly, vol. 10, February, 1926,  pp. 112-120.
- (EN) Alain LeRoy Locke, The Negro in Art, in Christian Education, vol. 13, November, 1931,  pp. 210-220.

## Pubblicazioni su Locke
- (EN) Everett Akam, Just One African American on the Current Rhodes Scholarship List, in The Journal of Blacks in Higher Education, vol. 30, n. 1, 2000,  pp. 58-59.
- (EN) Christopher Buck, Alain Locke: faith and philosophy, Los Angeles, Kalimát Press, 2005,  p. 302, ISBN 1-890688-38-X. Anteprima limitata su Google Libri
- (EN) Christopher Buck, Alain Locke: Race Leader, Social Philosopher, Bahá’í Pluralist, in World Order, vol. 36, n. 3, 2005,  pp. 7-36. Estratto della rivista pp. 7-37 e 39-48 (Michigan State University)
- (EN) Christopher Buck, Alain Locke in His Own Words: Three Essays, in World Order, vol. 36, n. 3, 2005,  pp. 39-48. Estratto della rivista pp. 7-37 e 39-48 (Michigan State University)
  - The Gospel for the Twentieth Century (pp. 39–42);
  - Peace between Black and White in the United States (pp. 42–45);
  - Five Phases of Democracy (pp. 45–48).
- (EN) Christopher Buck, American Writers: A Collection of Literary Biographies - Supplement XIV, a cura di Jay Parini, Farmington Hills, Scribner's Reference/The Gale Group, 2004,  pp. 195–219 (totale pagine xviii, 630), ISBN 0-684-31234-4. L'estratto relativo a Locke disponibile su Gale Schools Black History Month Biographies
- (EN) Margaret Just Butcher, The Negro in American Culture: Based on Materials Left by Alain Locke, New York, Alfred A. Knopf, 1956,  pp. XII, 294, XI.
- (EN) Rudolph Alexander Kofi Cain, Alain Leroy Locke: Crusader and Advocate for the Education of African American Adults, in The Journal of Negro Education, vol. 64, n. 1, 1995,  pp. 87-99. (Disponibile su findarticles.com, BNET - CBS Interactive Inc.)
- (EN) Clare Bloodgood Crane, Alain Locke and the Negro Renaissance, (Thesis) University of California, San Diego, 1971.
- William Edward Burghardt Du Bois, The Younger Literary Movement, in Crisis, febbraio 1924,  pp. 161-163.
- (EN) Chielozona Eze, The Dilemma of Ethnic Identity: Alain Locke’s Vision of Transcultural Societies, Lewiston (New York), Edwin Mellen Press, 8 dicembre 2005,  p. 206, ISBN 0-7734-6020-9.
- (EN) Leonard Harris, Charles Molesworth, Alain L. Locke The Biography of a Philosopher, Chicago, The University of Chicago Press, 2008,  p. 448, ISBN 978-0-226-31776-2.
  - (EN) Ross Posnock, Black Is Brilliant, su Commento al volume: Leonard Harris, Charles Molesworth, "Alain L. Locke The Biography of a Philosopher", The New Republic, print and web magazine, Washington DC, 15 aprile 2009. URL consultato il 9 luglio 2009.
- (EN) Leonard Harris (a cura di), The Philosophy of Alain Locke: Harlem Renaissance and Beyond, Filadelfia (Stati Uniti d'America), Temple University Press, 1991,  p. 342, ISBN 0-87722-829-9. Anteprima limitata disponibile su Google Libri
- (EN) Leonard Harris, The critical pragmatism of Alain Locke: a reader on value theory, aesthetics, community, culture, race, and education, Lanham (Maryland), Rowman & Littlefield, 1999,  pp. xxv, 357, ISBN 0-8476-8807-0.
- (EN) Eugene C. Holmes, Alain Leroy Locke: A Sketch, in The Phylon Quarterly, vol. 20, n. 1, 1994,  pp. 82-89. Eugene C. Holmes "Alain Leroy Locke: A Sketch" pp. 82-89 (negroartist.com)[collegamento interrotto]
- (EN) Russell J. Linnemann, Alain Locke: Reflections on a Modern Renaissance Man, Baton Rouge (Louisiana), Louisiana State University Press, 1982,  p. 146.
- Jeffrey C. Stewart (a cura di), The Critical Temper of Alain Locke; a selection of his essays on art and culture, series: Critical studies on Black life and culture , v. 8, Garland Publishing (Routledge), 1983,  pp. xx, 491, ISBN 0-8240-9318-6.
- (EN) Jeffrey C. Stewart, Alain Leroy Locke at Oxford: The First African-American Rhodes Scholar, in The Journal of Blacks in Higher Education, vol. 31, n. 1, 2001,  pp. 112-117.
- (EN) Johnny Washington, Alain Locke and Philosophy: A Quest for Cultural Pluralism, Westport (Connecticut), Greenwood Press, marzo 1986,  p. 278, ISBN 0-313-22957-0.
- (EN) Johnny Washington, A Journey into the Philosophy of Alain Locke, Westport (Connecticut), Greenwood Press, 30 gennaio 1994,  p. 232, ISBN 0-313-29047-4.
- (EN) Alain Locke, su africawithin.com, Biography Resource Center 2001, Gale Group, Inc. URL consultato il 5 luglio 2009.